# Andrianjaka
Andrianjaka was een Merina en koning van het Koninkrijk Imerina in Madagaskar in de periode van circa 1612 tot 1630. Hij was de tweede zoon van koning Ralambo, maar wist door zijn sterk karakter en militaire kwaliteiten zijn vader op te volgen. Andrianjaka is in Madagaskar vooral bekend om zijn verovering van de heuvel van Analamanga, dat voor die tijd in de handen van de Vazimba was. Hier bouwde hij zijn rova, dat de nieuwe hoofdstad zou worden van het Koninkrijk Imerina, namelijk Antananarivo. Door de aanschaf van een grote hoeveelheid vuurwapens en buskruit die Andrianjaka kocht van Europese handelaren werd zijn leger een machtig middel om zijn macht te consolideren en het Koninkrijk Imerina uit te breiden.

## Eerste jaren
Andrianjaka was de tweede zoon van koning Ralambo, heerser over het Koninkrijk Imerina. Hij trouwde op jonge leeftijd met Ravadifo, dochter van de Merina-prins Andriampanarivomanjaka. Zij schonk hem twee kinderen; een dochter en Andriantsitakatrandriana, een zoon die hem na zijn dood zou opvolgen. Als prins was Andrianjaka actief betrokken bij de militaire campagnes van zijn vader.

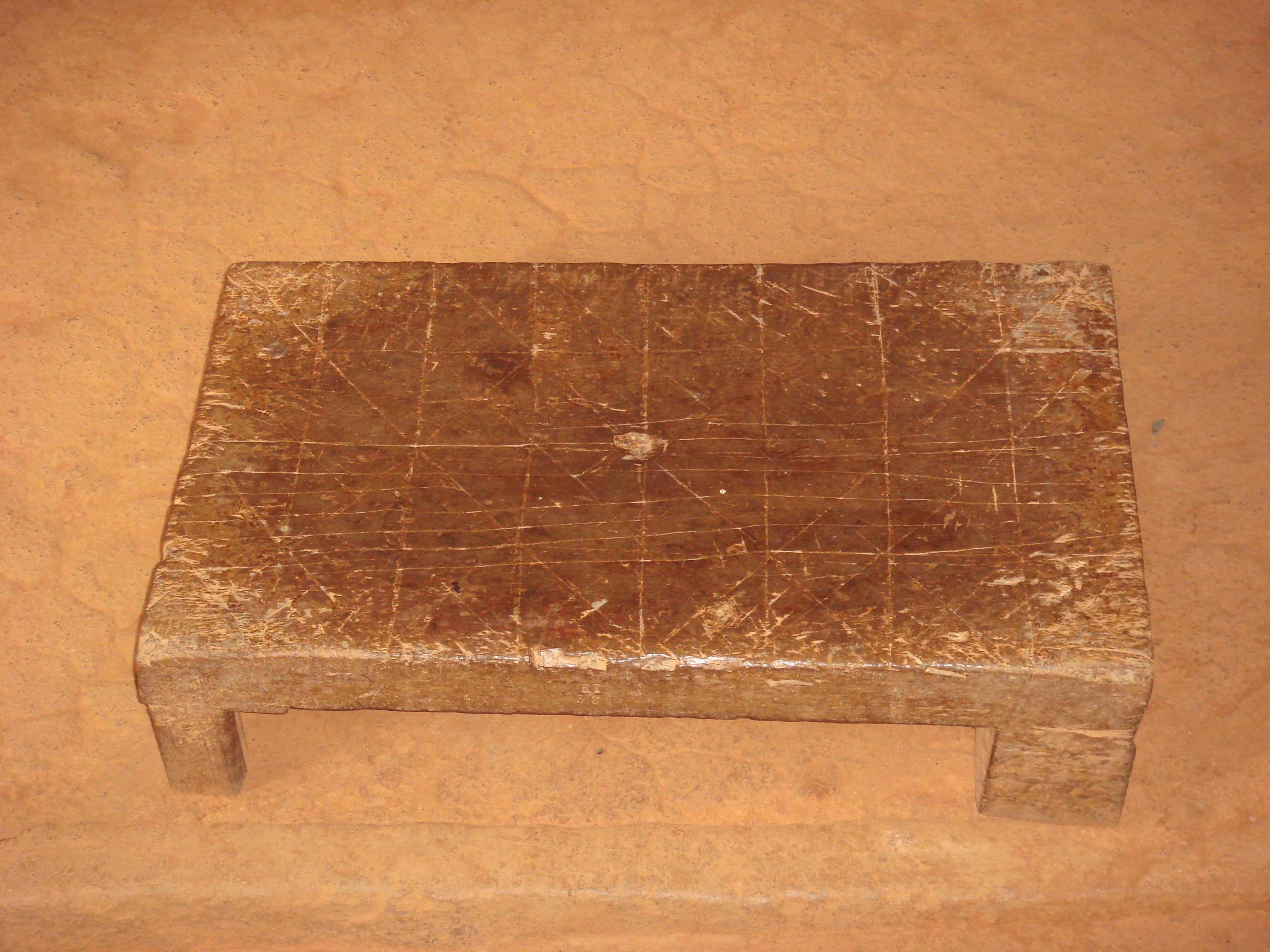
Fanorona-bord dat gebruikt werd door Merina-monarchen in Ambohimanga

Malagassische overleveringen noemen diverse theorieën over de manier waarop Andrianjaka de kroon bemachtigde. Volgens een populaire legende bedacht Ralambo een test om te bepalen wie van zijn eerste twee zoons het meest geschikt was. Hij liet beide zonen naar zijn voormalige hoofdstad in Ambohidrabiby ontbieden; de eerste die aankwam zou hij aanstellen als troonopvolger. In sommige varianten van deze legende was Andrianjaka echter zo verdiept in zijn Fanorona-spel (een Malagassisch bordspel), dat hij alle bezoek weigerde totdat het spel over was. Zijn oudste zoon Andriantompokoindrindra arriveerde derhalve als eerste bij zijn vader. Hij kreeg echter geen steun van het volk, zodat Ralambo gedwongen was om zijn tweede zoon als opvolger aan te wijzen. In een andere variant van deze legende was het juist Andriantompokoindrindra die te zeer in een Fanorona-spel was verdiept, zodat hij zijn kans op troonopvolging verspeelde.

## Regering

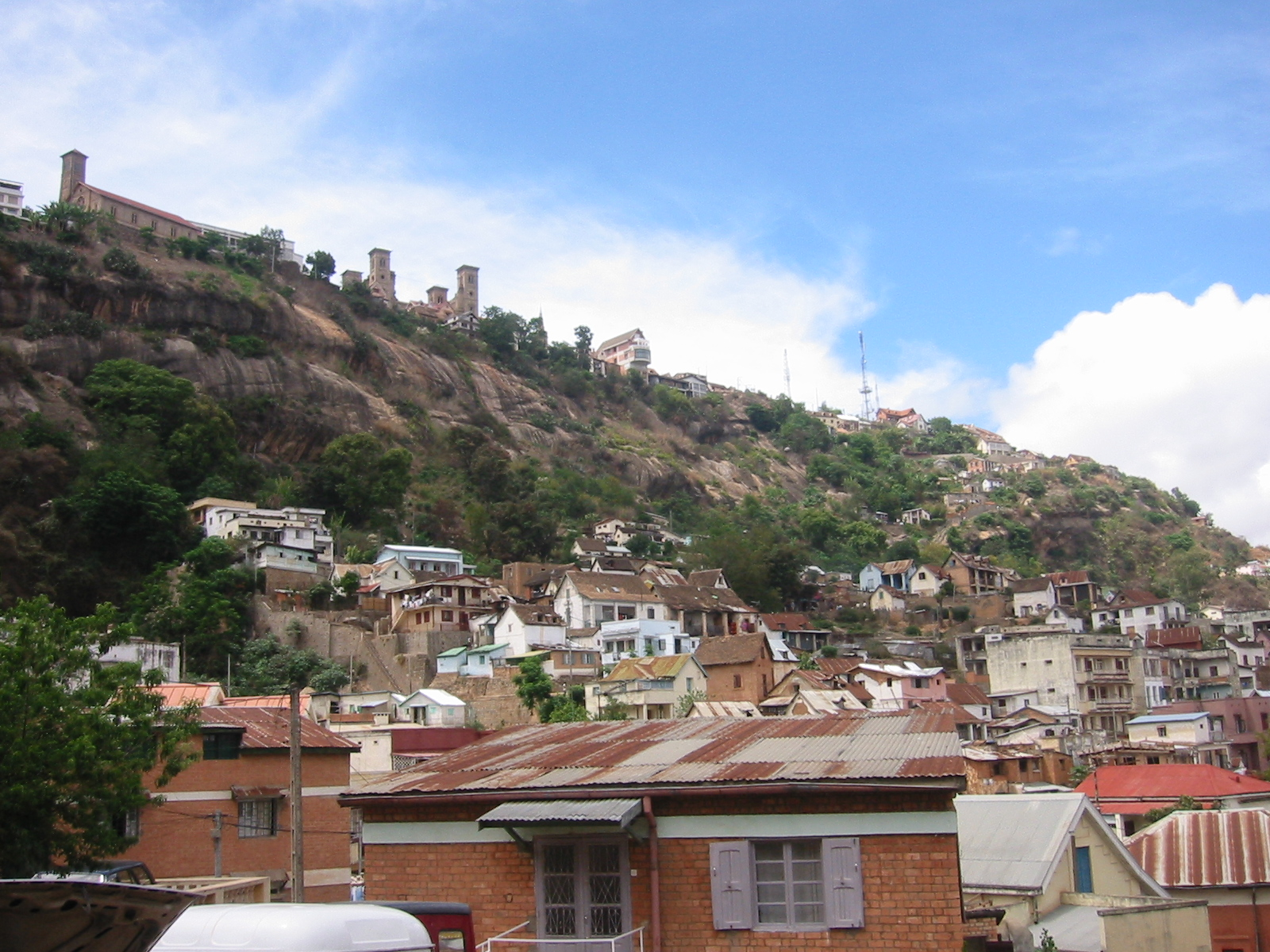
Zicht op de heuvel van Analamanga

Volgens historici besteeg Andrianjaka de troon in 1610 of 1612, en verplaatste de hoofdstad van Ambohidrabiby naar Ambohimanga. Naar verluidt was hij de eerste Merina-vorst die Europeanen in zijn koninkrijk ontving. Rond 1620 leverde hij hen slaven in ruil voor wapens en munitie, waaronder 50 geweren en drie vaten buskruit. Met zijn leger wist hij een aantal steden te verenigen onder zijn koninkrijk. Twaalf van deze steden liet hij heiligen en kwamen bekend te staan als de twaalf heilige heuvels van Imerina, namelijk Ambohidratrimo, Ambohimanga Ilafy, Alasora, Antsahadinta, Ambohimanambony, Analamanga, Ambohitrabiby, Namehana, Ambohidrapeto, Ambohijafy en Ambohimandranjaka. Deze heuvels vormden het spirituele hart van zijn koninkrijk en zouden dit blijven tot de regering van Andrianampoinimerina, die de samenstelling van de twaalf heuvels liet wijzigen.
Andrianjaka bracht de macht van de traditionele sampy's (amuletten) in verband met de macht van het koningshuis, waardoor de aanbidding van deze sampy's de monarchen een grotere macht gaf. Andere Merina-tradities, zoals rituelen rond de begrafenis van vorsten, stammen waarschijnlijk ook uit de regeringsperiode van Andrianjaka.

### Stichting van Antananarivo

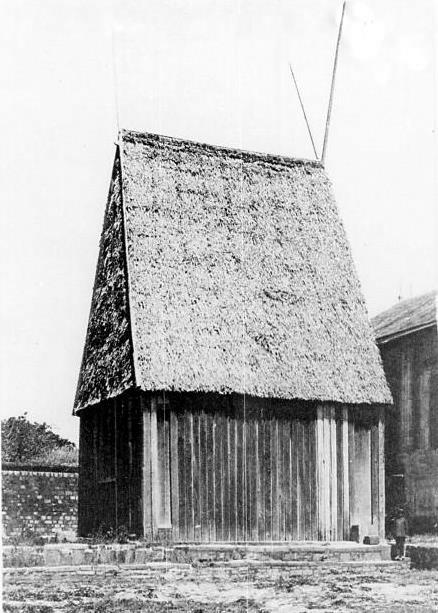
Besakana, Andrianjaka's woning in de Rova van Antananarivo

Rond 1610 of 1625 liet Andrianjaka volgens verschillende verslagen de heuvel van Analamanga door een garnizoen van 1.000 soldaten innemen. Deze heuvel was met zijn hoogte van 1.480 meter boven de zeespiegel de hoogste en meest strategische heuvel in het gebied van de Vazimba, de oorspronkelijke bewoners van de centrale hooglanden in Madagaskar. Boven op de heuvel liet Andrianjaka een rova bouwen, een versterkt koninklijk gebouwencomplex. Deze rova vormde het hart van Imerina's nieuwe hoofdstad, dat hij Antananarivo noemde: 'de stad van de duizend'. Rond Analamanga liet Andrianjaka rijstvelden aanleggen, omzoomd met dijken die de bevloeiing reguleerden.
Andrianjaka's voorgangers verplaatsten hun hoofdsteden van de ene heuvel naar de ander, maar met de oprichting van de Rova van Antananarivo kwam hier verandering in; deze bleef de hoofdstad gedurende het hele volgende bewind van het Koninkrijk Imerina.

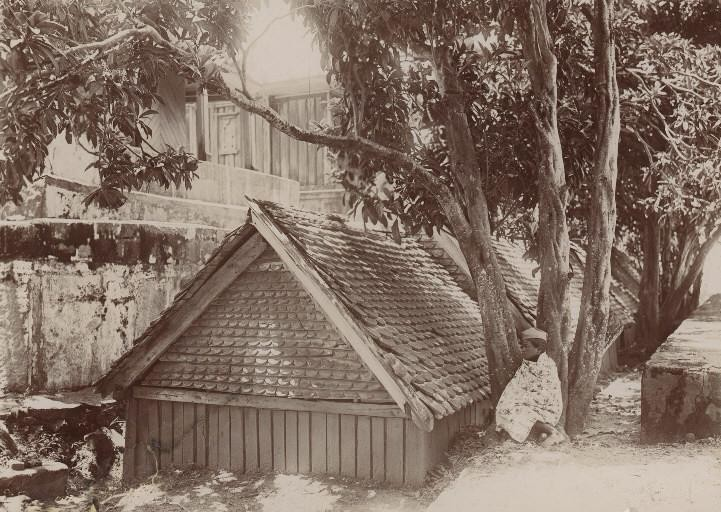
Andrianjaka's graf op het terrein van de Rova van Antananarivo

Rond 1630 overleed Andrianjaka en werd opgevolgd door zijn zoon, Andriantsitakatrandriana. Andrianjaka werd begraven op het terrein van de Rova van Antananarivo. Antananarivo is tegenwoordig nog steeds de hoofdstad van Madagaskar.